# 1148 w literaturze
Wydarzenia literackie w 1148 roku.

## Zmarli
- Ari Þorgilsson, islandzki pisarz